# روابط گرجستان و لسوتو
روابط گرجستان و لسوتو به روابط دوجانبه میان گرجستان و لسوتو اشاره دارد. این دو کشور روابط محدودی با یکدیگر دارند و همکاری‌ها عمدتاً در قالب دیدارهای چندجانبه یا چارچوب‌های بین‌المللی شکل گرفته‌اند.

## روابط
میان گرجستان و لسوتو روابط رسمی و فعال دوجانبه به‌صورت مستقیم وجود ندارد. با این حال، پس از فروپاشی اتحاد جماهیر شوروی، لسوتو استقلال گرجستان را در ۲۴ ژانویه ۱۹۹۲ به رسمیت شناخت.
در سال ۲۰۰۴، هر دو کشور از جمله دریافت‌کنندگان کمک مالی از طریق برنامهٔ «حساب چالش هزاره» دولت ایالات متحده آمریکا بودند که با هدف ارتقای توسعه اقتصادی در کشورهای در حال توسعه اجرا شد.
در ژانویه ۲۰۱۰، معاون وزیر امور خارجه گرجستان، الکساندر نالباندیان، با چند تن از سفرای کشورهای آفریقایی از جمله پرسی منگوآلا، نماینده دائمی لسوتو در سازمان ملل، دیدار کرد. در این دیدار، دو طرف بر تمایل برای تقویت همکاری‌های دیپلماتیک و اقتصادی تأکید کردند. لسوتو در این نشست بار دیگر بر موضع خود در حمایت از تمامیت ارضی گرجستان و عدم شناسایی آبخاز و اوستیای جنوبی به عنوان جمهوری‌های مستقل تأکید کرد.

## نمایندگی‌های دیپلماتیک
گرجستان فاقد سفارت یا نمایندگی دائمی در لسوتو است. امور مربوط به لسوتو از طریق سفارت گرجستان در پرتوریا، پایتخت آفریقای جنوبی، انجام می‌شود.
لسوتو نیز در گرجستان نمایندگی رسمی ندارد و امور مربوط به این کشور از طریق نمایندگی دائم لسوتو در سازمان ملل در نیویورک پیگیری می‌شود. 

## روابط اقتصادی
در حال حاضر اطلاعات رسمی زیادی درباره سطح مبادلات اقتصادی مستقیم میان گرجستان و لسوتو منتشر نشده است. با این وجود، گرجستان تلاش داشته تا در قالب همکاری‌های چندجانبه، از جمله برنامه‌های توسعه‌ای ایالات متحده و مجامع بین‌المللی، روابط اقتصادی خود با کشورهای آفریقایی، از جمله لسوتو، را توسعه دهد.